# 新榮町
新榮町為臺灣日治時期臺北市舊町名，共分一～三丁目，位於臺北城南門外龍匣口地區的旭町（原台北山砲隊及台灣軍司令部，今中正紀念堂）之南。戰後劃入古亭區，今臺北市中正區林森南路、羅斯福路一段、愛國東路、寧波東街、金華街之一部份。